# Ramka (pszczelarstwo)

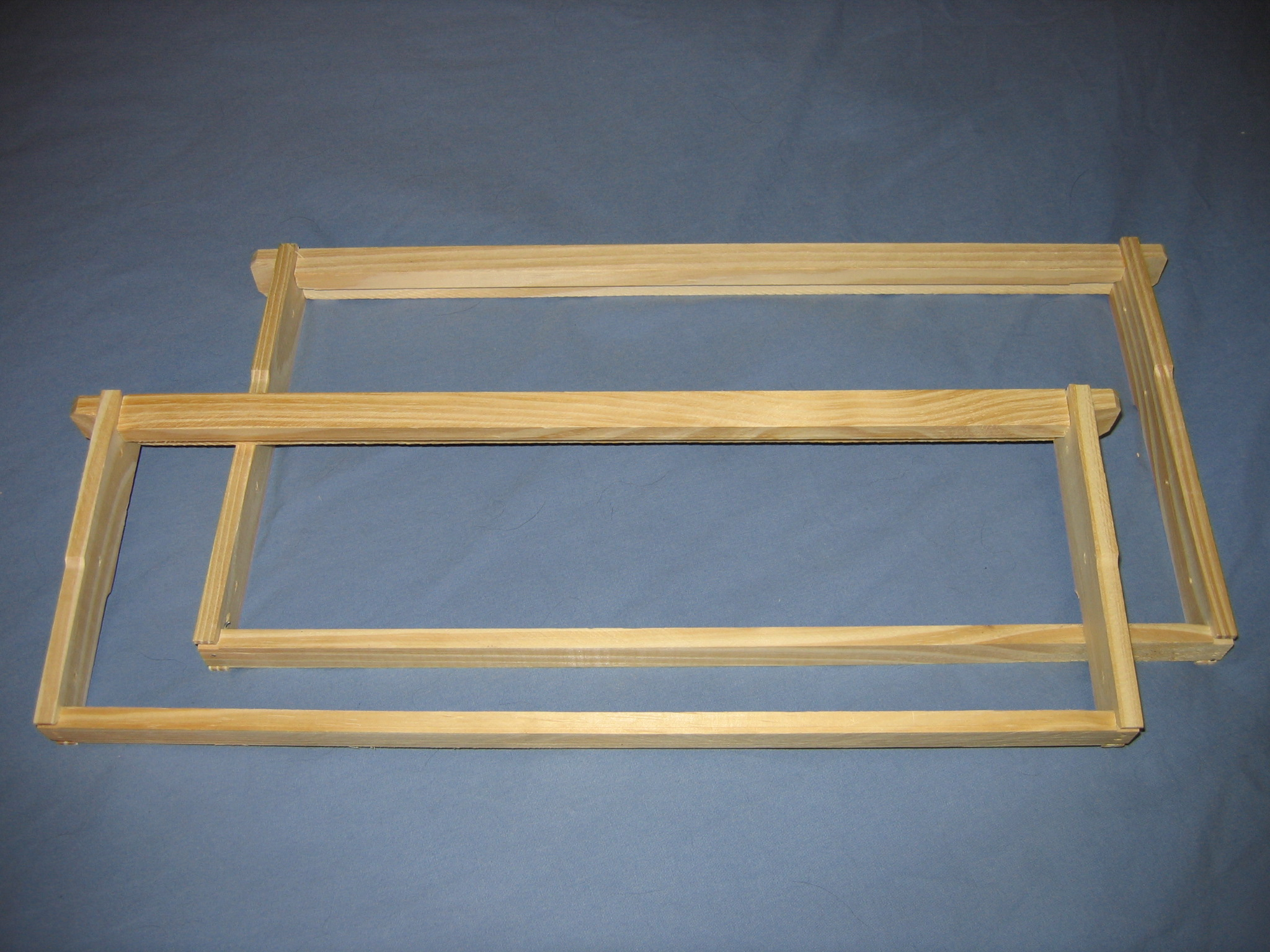
Ramka szeroko-niska

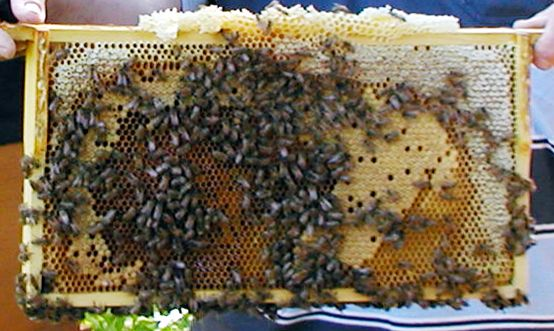
Ramka z odbudowanym plastrem

Ramka – drewniana lub z tworzywa sztucznego obudowa plastra pszczelego.
Ramki wykonuje się najczęściej z beleczek o grubości 10 mm i szerokości 25 mm. Górna beleczka jest zwykle grubsza (18 mm) i jest przedłużona o tzw. wąsy, na których ramkę zawiesza się w ulu. W ramce na drucie przewleczonym przez otwory wykonane w górnej i dolnej ramce mocowana jest węza. Na zewnętrznej stronie górnej beleczki bywa wyżłobiony rowek, w którym biegnie drut, chroniony w ten sposób przed uszkodzeniem podczas czyszczenia ramki.
Wymiary ramki są dostosowane do typu ula, w którym są umieszczane.
Poprzedniczką ramki jest snoza.
Stosowane są następujące rodzaje ramek:
- szeroko-niska – o wysokości mniejszej niż szerokość,
- wąsko-wysoka – o wysokości większej niż szerokość,
- nadstawkowa – zwana półramką ze względu na jej powierzchnię, zmniejszoną o połowę w stosunku do używanej w ulu ramki gniazdowej i wykonana czasem z listewek o szerokości 35–50 mm.